# أكاديمية مستقبل الإمارات الدولية
أكاديمية مستقبل الإمارات الدولية هي أكاديمية دولية تقع في أبوظبي، الإمارات. تأسست في عام 2008.

## الروابط الخارجية
1. ↑  "Emirates Future International Academy". مؤرشف من الأصل في 16 أكتوبر 2013. اطلع عليه بتاريخ أغسطس 2020. {{استشهاد ويب}}: تحقق من التاريخ في: |تاريخ الوصول= (مساعدة)

- EFIA homepage